# Archibald Montgomerie, 13. hrabě z Eglintonu
Archibald William Montgomerie, 13. hrabě z Eglintonu (Archibald William Montgomerie, 13th earl of Eglinton, 1st Earl of Winton, 14th Baron Montgomerie, 2nd Baron Ardrossan) (29. září 1812, Palermo, Itálie – 4. října 1861, Mount Melville House, Skotsko) byl britský politik. Od mládí zasedal ve Sněmovně lordů, patřil také k významným osobnostem veřejného života ve Skotsku, kde vlastnil rozsáhlé statky. Ve dvou konzervativních vládách zastával funkci místokrále v Irsku (1852 a 1858–1859).

## Životopis

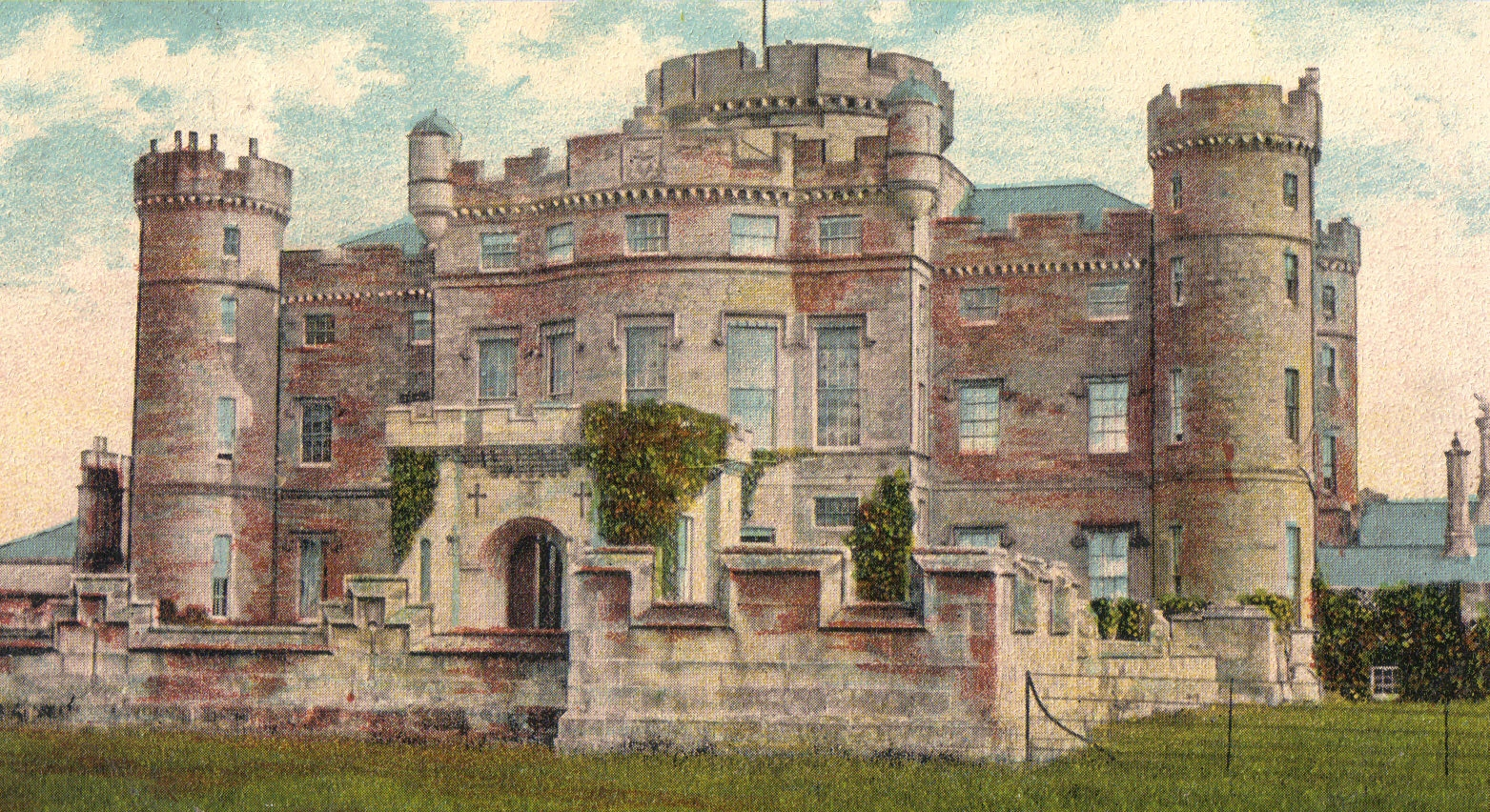
Zámek Eglinton Castle ve Skotsku, hlavní rodové sídlo

Pocházel ze starobylého skotského rodu, který od roku 1507 užíval titul hraběte z Eglintonu. Narodil se v Palermu jako syn předčasně zemřelého generálmajora lorda Archibalda Montgomerie (1773–1814), který za napoleonských válek působil v Neapolském království. Rodové tituly zdědil jako sedmiletý v roce 1819 po dědu Hughovi. Studoval v Etonu a po dosažení zletilosti později vstoupil do Sněmovny lordů, kde zasedal s britským titulem barona Ardrossana, protože vyšší a starší hraběcí titul z Eglintonu platil pouze pro Skotsko. Od mládí patřil k výrazným osobnostem veřejného života ve Skotsku v různých oblastech, od roku 1842 až do smrti zastával úřad lorda místodržitele v hrabství Ayrshire, kde rodina vlastnila statky. Proslul mimo jiné v roce 1839 uspořádáním nákladného turnaje poblíž svého sídla v Eglintonu. Byl také sportovcem, v mládí hrál golf, později se zajímal o dostihy a kůň The Flying Dutchman z jeho stájí se v roce 1849 stal vítězem Derby. V letech 1852–1854 zastával hrabě z Eglintonu čestnou funkci lorda rektora univerzity v Glasgow.
Ve Sněmovně lordů patřil k zástupcům toryů, respektive později členům Konzervativní strany. Často se zúčastňoval politických debat k důležitým tématům, vystoupil například proti obilním zákonům. V první Derbyho vládě zastával od března do prosince 1852 funkci místokrále v Irsku. Znovu tento úřad vykonával v druhé Derbyho vládě v letech 1858–1859. V roce 1852 byl zároveň jmenován členem Tajné rady a v roce 1853 obdržel skotský Bodlákový řád. I když byl místodržitelem v Irsku v celkovém součtu jen něco málo přes dva roky, získal značnou popularitou mezi irskou veřejností. Po odchodu z vlády obdržel v roce 1859 britský peerský titul hraběte z Wintonu. Zemřel náhle ve věku 49 let na zámku Mount Melville House poblíž St Andrews ve Skotsku.
Byl dvakrát ženatý, jeho první manželkou byla od roku 1841 Theresa Newcomen, ovdovělá Cockerellová (†1853). Po ovdovění se ještě téhož roku 1853 podruhé oženil s Adelou Capellovou (1828–1860), dcerou 6. hraběte z Essexu. Z obou manželství se narodilo šest dětí, dědici rodových titulů byli postupně synové Archibald Montgomerie, 14. hrabě z Eglintonu (1841–1892), a George Montgomerie, 15. hrabě z Eglintonu (1848–1919).
Hlavním rodovým sídlem byl starobylý zámek Eglinton Castle v hrabství Ayrshire ve Skotsku, přestavěný na přelomu 18. a 19. století do novogotické podoby. K panství patřilo přes 20 000 hektarů půdy.